# جون دانبي
جون دانبي (بالإنجليزية: John Danby)‏ هو لاعب كرة قدم بريطاني في مركز حراسة المرمى، ولد في 15 أغسطس 1983 في ستوك أون ترينت في المملكة المتحدة. لعب مع كيدرمينستر هاريرز ونادي برادفورد بارك أفنيو ونادي تشستر سيتي ونادي كوناهس كواي.

## وصلات خارجية
- جون دانبي على موقع قاعدة بيانات كرة القدم.إي يو (الإنجليزية)
- جون دانبي على موقع Soccerbase.com (لاعب) (الإنجليزية)